# Dhanus tioman
Espèce
Dhanus tioman est une espèce de pseudoscorpions de la famille des Ideoroncidae.

## Distribution
Cette espèce est endémique du Pahang en Malaisie. Elle se rencontre sur l'île Tioman.

## Description
Les mâles mesurent de 2,13 à 2,76 mm et les femelles de 2,23 à 3,38 mm.

## Étymologie
Son nom d'espèce lui a été donné en référence au lieu de sa découverte, l'île Tioman.

## Publication originale
- Harvey, 2016 : The systematics of the pseudoscorpion family Ideoroncidae (Pseudoscorpiones: Neobisioidea) in the Asian region. Journal of Arachnology, vol. 44, no 3, p. 272-329 (texte intégral).